# Therlinya lambkinae
Espèce
Therlinya lambkinae est une espèce d'araignées aranéomorphes de la famille des Stiphidiidae.

## Distribution
Cette espèce est endémique du Queensland en Australie. Elle se rencontre de Townsville à Daintree.

## Description
Le mâle holotype mesure 6,78 mm et la femelle paratype 7,35 mm.

## Étymologie
Cette espèce est nommée en l'honneur de Christine Lynette Lambkin.

## Publication originale
- Gray & Smith, 2002 : Therlinya, a new genus of spiders from eastern Australia (Araneae: Amaurobioidea). Records of the Australian Museum, vol. 54, p. 293-312 (texte intégral).